# Inge Wischnewski

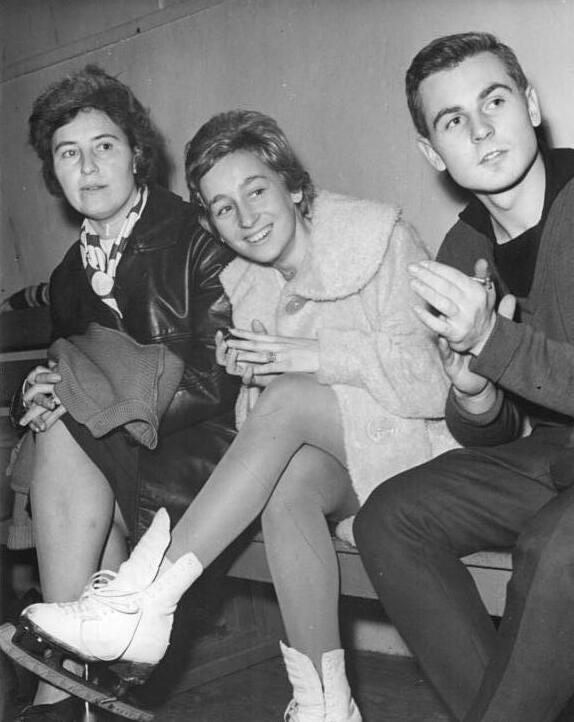
Inge Wischnewski (links) 1961 als Trainerin von Heidemarie Steiner und Ralph Borghard

Inge Wischnewski, geb. Kabisch (* 2. März 1930 in Weißenfels; † 11. Juli 2010) war eine deutsche Eiskunstläuferin und Eiskunstlauftrainerin.

## Leben und Wirken
Inge Wischnewski war viermal DDR-Meisterin im Rollkunstlauf und viermal DDR-Meisterin im Eiskunstlaufen für den Club Fortschritt Weißenfels. Sie war immer vor ihrer späteren Trainerkonkurrentin Jutta Müller platziert. Beide Läuferinnen wurden von Charlotte Giebelmann betreut.
1955 beendete sie auf „Anraten“ der DDR-Sportführung ihre aktive Sportlerlaufbahn und wurde Trainerin. Dazu studierte sie an der DHfK Leipzig.
Sie lebte und arbeitete anschließend in Berlin. Zu ihren bekanntesten Schülern gehören Christine Errath (Weltmeisterin 1974, dreifache Europameisterin und Olympiabronzemedaillengewinnerin 1976), Uwe Kagelmann (zweimal Olympiabronze im Paarlaufen), Rolf Oesterreich (Olympiasilbermedaillengewinner im Paarlaufen), Alexander König (Juniorenweltmeisterschaftsdritter 1982 bei den Herren und Europameisterschaftsdritter im Paarlaufen), Janina Wirth (Juniorenweltmeisterin 1982), Bernd Wunderlich und Kerstin Stolfig.
Von 1991 an war Inge Wischnewski für 5 Jahre Gasttrainerin in Norwegen. Sie lebte danach wieder in Berlin.

## Ergebnisse
| Wettbewerb / Jahr                   | 1952 | 1953 | 1954 | 1955 |
| ----------------------------------- | ---- | ---- | ---- | ---- |
| DDR-Meisterschaften im Eiskunstlauf | 1.   | 1.   | 1.   | 1.   |

## Ehrungen
In der DDR wurde sie 1974 mit dem Vaterländischen Verdienstorden und 1976 mit dem Orden Banner der Arbeit geehrt.